# 莱讷费尔德-沃尔比斯
莱讷费尔德-沃尔比斯（德語：Worbis，發音：[ˌlaɪnəˈfɛldə ˈvɔʁbɪs]）是德国图林根州艾希斯费尔德县的城市，面积115.79平方千米，2023年12月31日人口为20,053人，是该县最大城市。

## 历史
该市镇于2004年3月16日由市镇莱讷费尔德、沃尔比斯、布赖滕巴赫和温青格罗德合并而成。2018年7月6日，市镇洪德斯哈根并入莱讷费尔德-沃尔比斯。2019年1月1日，市镇卡尔默罗德并入莱讷费尔德-沃尔比斯。